# 能美郵便局
能美郵便局（、英称:Nomi Post Office）は、広島県江田島市能美町中町にある郵便局。民営化前の分類では集配特定郵便局であった。

## 沿革
- 1874年（明治7年）
  - 10月16日 - 佐伯郡中村に中村郵便取扱所が開局[注 1]。
- 1875年（明治8年）
  - 同郵便取扱所が中村郵便局に昇格[1]。
- 1887年（明治15年）
  - 月日不明 - 同郵便局の業務に為替及び貯金を追加[1]。
- 1895年（明治23年）
  - 4月1日 - 同村及び同郡廿日市町の間で郵便船を開設[注 2]。
- 1916年（大正5年）
  - 10月1日 - 同郵便局の業務に保険を追加[1]。
- 1920年（大正9年）
  - 月日不明 - 同郵便局の局舎を移転[注 3]。
- 1929年（昭和4年）
  - 12月 - 同郵便局の業務に電信電話を追加[1]。
- 1931年（昭和6年）
  - 2月26日 - 同郵便局の業務に電話交換事務を追加[1]。
- 1957年（昭和32年）
  - 月日不明 - 同郵便局が能美郵便局と改称[注 4]。
- 1969年（昭和44年）
  - 同郵便局の電話交換業務を能美電話交換局に移管[3]。
- 2004年（平成16年）
  - 11月1日 - 同郵便局の所在地表示が広島県江田島市能美町中町1474番地2と変更[注 5]。
- 2006年（平成18年）
  - 9月11日 - 同郵便局の集配業務を江田島郵便局に移管[4]。

## 周辺
- 江田島市立中町小学校

## アクセス

### 自動車
- 広島呉道路
  - 呉インターチェンジから車両50分程度。
- 東広島呉自動車道
  - 阿賀インターチェンジから車両55分程度。

### 鉄道
- 西日本旅客鉄道呉線
  - 呉駅から車両45分程度。
  - 安芸阿賀駅から車両55分程度。

### 船舶
- 中田港
  - 中町桟橋から徒歩10分程度。
  - 高田桟橋から車両で10分程度。

### バス
- 江田島バス
  - 見浪橋バス停から徒歩で5分程度。
  - 長石バス停から徒歩で10分程度。
  - 中町港バス停から徒歩で10分程度。